# 不丹管螺
不丹管螺（学名：Phaedusa bhutanensis）是烟管蜗牛科管螺属的一种:42。

## 分佈
本物種只見於不丹，分佈於海拔2000米以上。